# Вертюжень
Вертюжень (рум. Vertiujeni) — село у Флорештському районі Молдови. Утворює окрему комуну.

## Населення
За даними перепису населення 2004 року у селі проживали 1825 осіб.
Національний склад населення села:
| Національність   | Кількість осіб | Відсоток   |
| ---------------- | -------------- | ---------- |
| молдавани румуни | 1815 1         | 99,5% 0,1% |
| росіяни          | 7              | 0,4%       |
| українці         | 2              | 0,1%       |
| Всього           | 1825           | 100%       |